# Samtgemeinde Boffzen
Die Samtgemeinde Boffzen ist eine am 1. Januar 1973 im Zuge der Gebietsreform in Niedersachsen gegründete Samtgemeinde im südniedersächsischen Landkreis Holzminden; es wurden vier Gemeinden zur Erledigung ihrer Verwaltungsgeschäfte zusammengeschlossen. Der Sitz der Verwaltung der Samtgemeinde befindet sich in Boffzen.

## Geografie

### Geografische Lage
Die Samtgemeinde Boffzen bildet den südlichsten Teil des Landkreises Holzminden und erstreckt sich auf einer Länge von etwa 15 Kilometer am östlichen Weserufer; die Weser bildet hier die Landesgrenze zu Nordrhein-Westfalen. Das Dreiländereck Niedersachsen, Nordrhein-Westfalen und Hessen befindet sich südlich nur wenige Kilometer entfernt am Weser-Skywalk. Im Osten reicht die Samtgemeinde mit Derental weit in den Solling hinein.
Am westlichen Weserufer liegt das nur 2 Kilometer entfernte Höxter.

### Samtgemeindegliederung

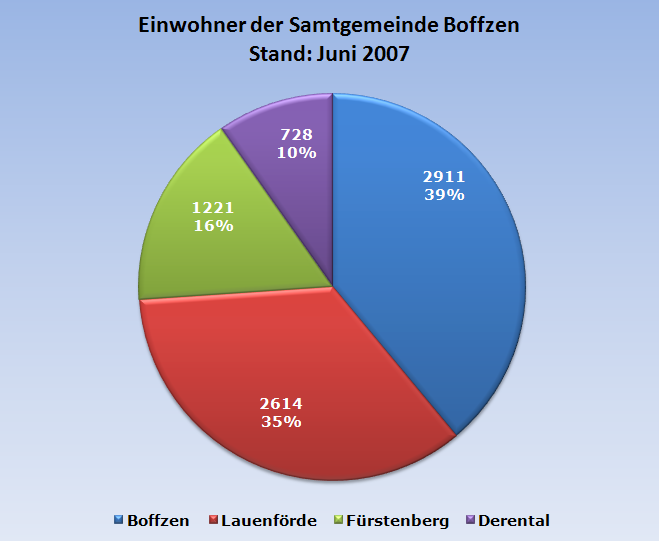
Einwohner in den Mitgliedsgemeinden der Samtgemeinde Boffzen im Juni 2007

Zur Samtgemeinde gehören Boffzen, Fürstenberg, der Flecken Lauenförde mit seinem Ortsteil Meinbrexen sowie Derental.

## Geschichte
Die Gebietsreform wurde von im Vorfeld von den Gemeinden kritisch betrachtet. Meinbrexen, Fürstenberg, Lauenförde, Derental und Boffzen wollten sich zusammenschließen, allerdings mit dem Zugewinn von Neuhaus im Solling und Silberborn, wie es 1971 vorgeschlagen wurde. Neuhaus und Silberborn kamen allerdings zur Stadt Holzminden. Strittig blieb anfangs der Name und Sitz der neuen Samtgemeinde. In Lauenförde, das bis dahin zum Kreis Northeim gehörte, wollte man sich nicht so recht mit Boffzen als Sitz und Samtgemeindenamen abfinden und schlug als Kompromiss den Namen „Samtgemeinde Schloßberg“ vor. Boffzen wiederum bot den Alternativnamen „Samtgemeinde Sollingtor“ an. Bei den Abstimmungen in den einzelnen Gemeinderäten setzte sich dann aber doch der Name „Samtgemeinde Boffzen“ durch.
Im Dezember 1996 lebten 7.986 Einwohner in der Samtgemeinde.
Seit 2008 plant die Verwaltung nach einem Gutachten eine mögliche Umwandlung der Samtgemeinde in eine Einheitsgemeinde um Einsparungen von jährlich rund 125.000 Euro zu ermöglichen. Hierzu müssten dann die bestehen Mitgliedsgemeinden Derental, Boffzen, Fürstenberg und Lauenförde aufgelöst werden und könnten dann nur noch Ortsräte oder Ortsvorsteher mit eingeschränkten Entscheidungsrechte bilden. In einem Bürgerentscheid, zeitgleich mit der Bundestagswahl am 27. September 2009, stimmten die Bürger des Fleckens Lauenförde einschließlich Meinbrexen mit 63,91 Prozent gegen eine Einheitsgemeinde mit den Nachbargemeinden.

## Politik

### Samtgemeinderat
Der Samtgemeinderat der Samtgemeinde Boffzen besteht aus 18 Ratsfrauen und Ratsherren. Dies ist die festgelegte Anzahl für eine Samtgemeinde mit einer Einwohnerzahl zwischen 6001 und 7000 Einwohnern. Die 18 Ratsmitglieder werden durch eine Kommunalwahl für jeweils fünf Jahre gewählt. Die aktuelle Amtszeit begann am 1. November 2021 und endet am 31. Oktober 2026.
Stimmberechtigt im Rat der Samtgemeinde ist außerdem der hauptamtliche Samtgemeindebürgermeister.
Die letzte Kommunalwahl 2021 ergab die folgende Sitzverteilung:
| Samtgemeinderat 2021Insgesamt 18 Sitze - SPD: 8 - Grüne: 2 - FDP: 3 - FWGSB: 1 - WGSB: 1 - CDU: 3 |

### Samtgemeindebürgermeister
Hauptamtlicher Samtgemeindebürgermeister der Samtgemeinde Boffzen ist Tino Wenkel (unabhängig). Bei der letzten Bürgermeisterwahl am 15. März 2020 wurde er ohne Gegenkandidaten mit 92 % der Stimmen gewählt. Die Wahlbeteiligung lag bei 27 %. Wenkel trat sein Amt am 1. Mai 2020 an und löste den bisherigen Amtsinhaber Uwe König (SPD) ab, der nicht mehr kandidiert hatte.
Bisherige Samtgemeindebürgermeister:
- 1973–1991: Friedrich Rorig (SPD)
- 1991–2001: Gerhard Wilde (SPD)
- 2001–2006: Ulrich Ammermann (SPD)
- 2006–2014: Norbert Tyrasa (SPD)
- 2014–2020: Uwe König (SPD)
- seit 1. Mai 2020: Tino Wenkel (parteilos)

Bisherige Samtgemeindedirektoren:
- 1976–2001 Ulrich Ammermann (SPD)

### Gemeinderäte
Die vier Mitgliedsgemeinden der Samtgemeinde Boffzen werden jeweils durch einen Rat vertreten. Bei der Kommunalwahl 2021 ergaben sich folgende Sitzverteilungen:
| Gemeinden   | SPD | FDP | CDU | Grüne | 0WG | 0∑ |  | Namen der Wählergruppen |
| ----------- | --- | --- | --- | ----- | --- | -- |  | ----------------------- |
| Boffzen     | 7   | 1   | 3   | 1     | 1   | 13 |  | Unabh. Wgem. Boffzen    |
| Derental    | 3   | 2   | -   | -     | 4   | 9  |  | Wgem. Derental          |
| Fürstenberg | 11  | -   | -   | -     | -   | 11 |  |                         |
| Lauenförde  | 6   | 2   | -   | 2     | 3   | 13 |  | Wgem. Lauenförde        |
| ∑           | 27  | 5   | 3   | 3     | 8   | 46 |  |                         |

## Kultur und Sehenswürdigkeiten

### Museen
- Porzellanmuseum im Schloss Fürstenberg, das zur Porzellanmanufaktur Fürstenberg gehört
- Glasmuseum Boffzen. Darin ist auch die von Hermann Hebbel begründete Dauerausstellung Leben und Wirken des Oberjägermeisters Johann Georg von Langen von 1699–1776 zu besichtigen.

## Wirtschaft und Infrastruktur
Die Porzellanmanufaktur Fürstenberg, gegründet 1747, ist die drittälteste Porzellanmanufaktur Deutschlands.
Für die Samtgemeinde ist der Fremdenverkehr ein wichtiger Wirtschaftsfaktor, Derental und Fürstenberg waren bis Ende 2010 staatlich anerkannte Erholungsorte. Auf der Weser sind Dampferfahrten eine Attraktion, an ihrem Ufer die gut ausgebauten Radwege.
1866 wurde die Glashütte Bartling & Co. in Boffzen gegründet, im Jahr darauf erfolgte die Umbenennung in Glasfabrik Steinbreite bei Höxter Schmidt & Witte. Ab 1874 firmierte das Unternehmen unter der Bezeichnung Noelle & von Campe Glashütte Brückfeld und 1896 wurde das Werk ausgebaut. Seit 1934 trägt der Hersteller von Glasverpackungen den Namen Noelle & von Campe Glashütte GmbH.